# Robrecht II van Jeruzalem

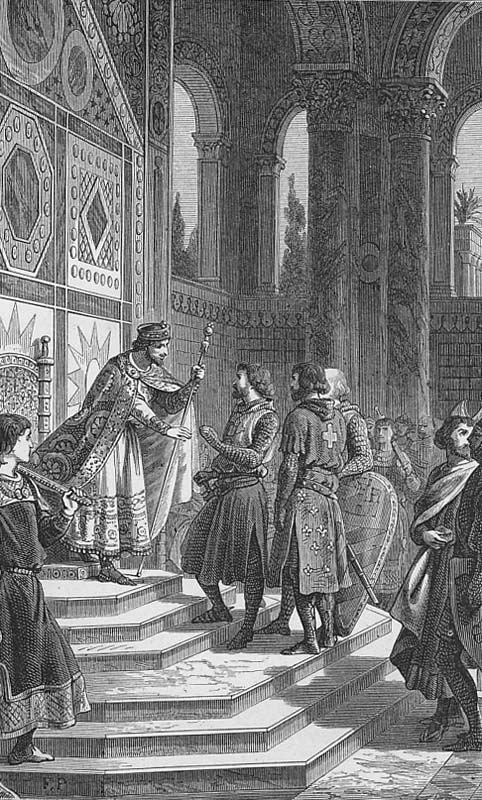
De eedaflegging tegenover Keizer Alexios (^), Robrecht lijkt op zijn beurt te wachten (uiterst rechts).

Robrecht II van Jeruzalem (Robertus Hierosolimitanus) (ca. 1065 – nabij Meaux, 1/2 oktober 1111) was graaf van Vlaanderen van 1093 tot aan zijn dood.
Hij was een zoon van Geertruida van Saksen en haar tweede echtgenoot Robrecht I de Fries, graaf van Vlaanderen. Als oudste zoon uit dit tweede huwelijk had hij reeds sinds 1080, vóór zijn vaders vertrek op pelgrimstocht naar Jeruzalem, gedeeltelijk het bestuur over het graafschap in handen gekregen. Daarin voerde hij een belangrijke nieuwigheid in: het ambt van kanselier van Vlaanderen. Deze ging leiding geven aan het hele bestuursapparaat van dat moment, dat bestond uit de klerken op de grafelijke secretarie en de ontvangers van de grafelijke domeinen.
Op doortocht door Bourgondië, bij zijn terugkeer van Jeruzalem, regelde Robrecht I het huwelijk van zijn zoon. Hij bracht Clementia, dochter van graaf Willem I van Bourgondië, mee naar Vlaanderen. Hij gaf haar, wegens haar voorname positie, een aanzienlijk weduwengoed van 12 dorpen (bijna een derde van zijn graafschap). Dit weduwengoed zou later nog voor problemen zorgen bij opeenvolgende erfopvolgingen. Het huwelijk werd waarschijnlijk voltrokken in 1090.
Toen Robrecht II ook officieel graaf van Vlaanderen werd bij de dood van zijn vader in 1093, bestendigde hij diens beleid door zijn streven naar een beter en krachtiger bestuur, zowel op buitenlands als op binnenlands gebied.
Zijn huwelijk met Clementia, de zuster van de latere paus Calixtus II, buitte hij uit om zijn bondgenootschap met de paus te verstevigen. In de Investituurstrijd stelde hij zich op aan de kant van de paus.

## Eerste Kruistocht
Van 1096 tot 1100 nam Robrecht deel aan de Eerste Kruistocht. Hij sloot zich aan bij het contingent van Godfried van Bouillon. Nadat Constantinopel bereikt was, moesten de kruisvaarders een eed afleggen aan Byzantijns keizer Alexios I Komnenos om alle veroverde landen aan het Byzantijnse Rijk af te staan, Robrecht zou zonder problemen deze eed afgelegd hebben, omdat zijn vader dit ook al eens gedaan had bij Alexios, in tegenstelling tot andere kruisvaarders die er meer moeite mee hadden.
Na wat vertraging in Constantinopel, nam Robrecht deel aan het Beleg van Nicea. Na het succesvolle maar gedeeltelijk teleurstellend beleg werd de groep in tweeën gesplitst. Robrecht marcheerde met Bohemund I van Antiochië, Stefanus II van Blois, Robert Curthose en een Byzantijnse delegatie, een dag vooruit op de andere groep. Dit leger werd omsingeld door de Seltsjoeken onder leiding van Kilij Arslan I rond de vlakte van Dorylaeum op 30 juni 1097, wat zou resulteren in de Slag bij Dorylaeum. De volgende dag kwam de volgende groep aan met Raymond IV van Toulouse, Godfried van Bouillon en Hugo I van Vermandois en doorbrak de omsingeling van de Seltsjoeken, De twee groepen formeerden weer samen, met Robrecht en Raymond in het centrum, en versloegen de Turken.
Aan het einde van 1097 werd Antiochië bereikt, het Beleg van Antiochië duurde maanden. In december gingen Robrecht en Bohemund op expeditie om in de omgeving naar voedsel te zoeken. Op 30 december versloegen ze Dukak, de Seltsjoek heerser van Damascus, die op weg was om de belegerden te ondersteunen. Enkele maanden later wist Bohemund via onderhandelingen een poortwachter zo ver te krijgen om de stadspoorten te openen. Robrecht behoorde bij de eersten die de stad binnendrongen. Enkele dagen na de verovering werden de kruisvaarders zelf belegerd door Kerbogha, de atabeg van Mosoel. Op 28 juni 1098 braken de kruisvaarders de stad uit om Kerbogha te ontzetten, Robrecht en Hugo leidden daarbij de eerste zes divisies. Kerbogha werd verslagen en het moslimbolwerk van Antiochië was nu volledig in handen van de christenen. Robrecht , Bohemund, Raymond en Godfried sloegen een tijd hun kamp op in de stad, maar al gauw claimde Bohemund de stad voor zich op, net als Raymond. Maar Robrecht steunde Bohemund in dit meningsverschil.

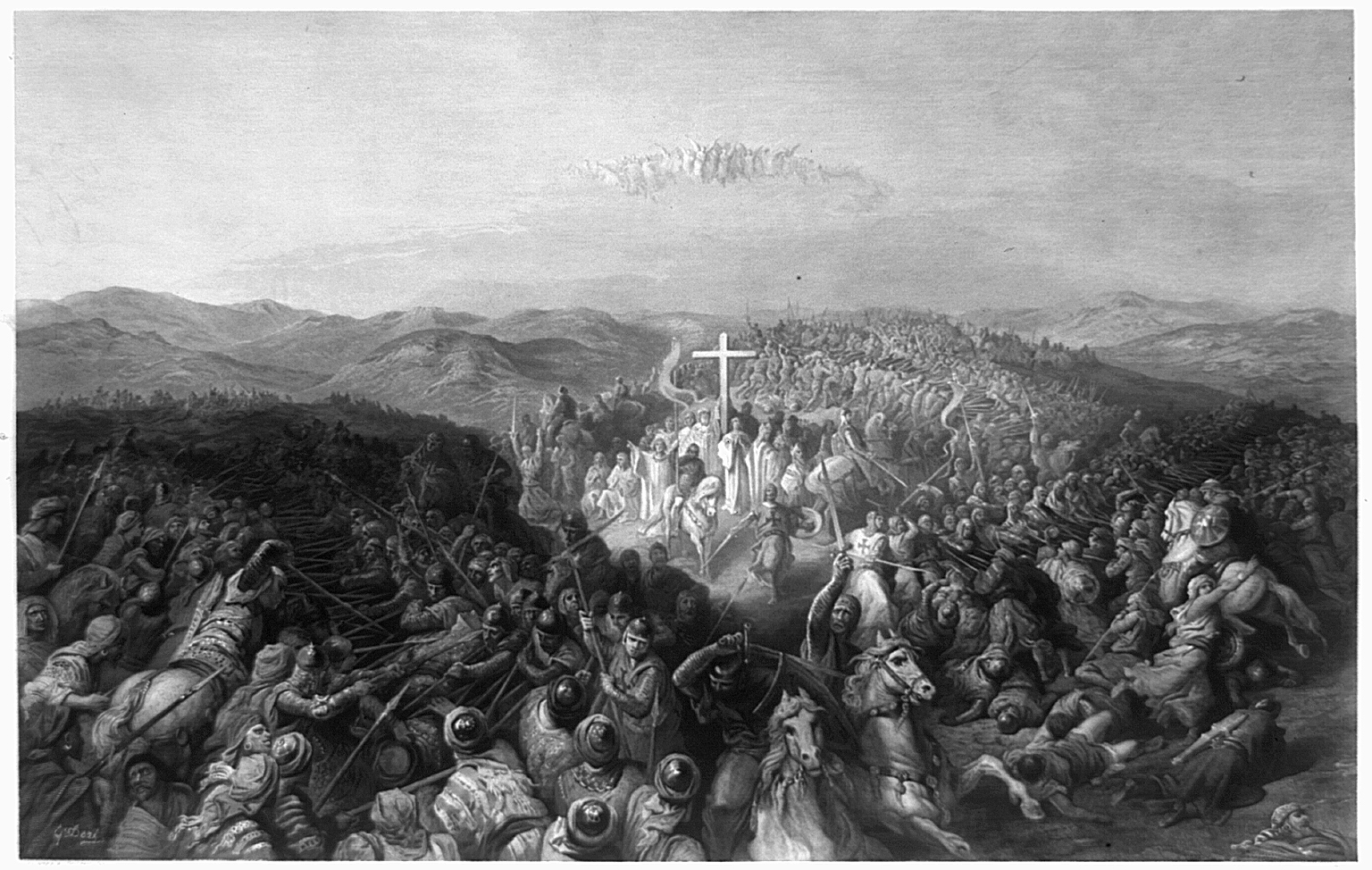
Robrecht nam de leiding tijdens deze laatste slag bij Ashkelon, van de christenen tijdens de Eerste Kruistocht.

Het conflict duurde voort en het uiteindelijke doel van de kruistocht kwam in gevaar. Uiteindelijk verliet Raymond Antiochië en ondernam een aanval op Ma'arat al-Numan, Robrecht nam ook deel aan dit beleg. Vervolgens bood Raymond, Robrecht een bedrag van 6000 'sous' om zich bij zijn leger te vervoegen. Raymond probeerde op dezelfde wijze ook andere leiders om te kopen. Robrecht weigerde en bleef achter in Antiochië, net als Godfried van Bouillon, terwijl Raymond via de kust zuidwaarts trok. In februari vertrok Robrecht en de rest van kruisvaarders toch naar Jeruzalem via een andere route. Ze ontmoetten Raymond weer bij het beleg van Arqa. Vervolgens werd Jeruzalem veroverd op 15 juli 1099. Robrecht steunde Godfried in zijn kandidatuur als koning van Jeruzalem tegenover Raymond. Op 9 augustus marcheerden Robrecht en Godfried een leger uit het kalifaat van de Fatimiden tegemoet, die de stad Jeruzalem wilde ontzetten. Dit leger werd geleid door de vizier Al-Afdal Shahanshah en het kwam op 12 augustus 1099 tot een gevechtsoffensief bij de Slag bij Ascalon waarbij de kruisvaarders zegevierden. Er kwam weer een dispuut over wie de heerser van Ashkelon zou worden. Robrecht steunde dit keer niemand in dit dispuut.
Robrecht II werd een van de belangrijkste figuren en onderscheidde zich bij verschillende belegeringen. Hij stond bekend als een wreed veroveraar die graag meedeed aan de moorden en plunderingen in het veroverde Jeruzalem. Deze kruistocht bezorgde hem de titel 'Robrecht van Jeruzalem, bevrijder van het H. Graf'. Aan het einde van augustus 1099 keerde Robrecht terug naar huis, met in zijn gezelschap Robert Curthose en Raymond van Toulouse. Ze veroverden de Syrische havenplaats Latakia en droegen het over aan de Byzantijnse keizer. Raymond verbleef er een tijdje, maar Robrecht en Robert namen de boot naar Constantinopel. Keizer Alexios vroeg om bij hem in dienst te blijven, Robrecht weigerde en mocht een reliek (de arm van St.-Joris) mee nemen naar huis. Hij plaatste dit reliek in de kerk van de abdij van Anchin (te Pecquencourt, nabij Dowaai. Vervolgens bouwde hij de Sint-Andriesabdij in Zevenkerke nabij Brugge.

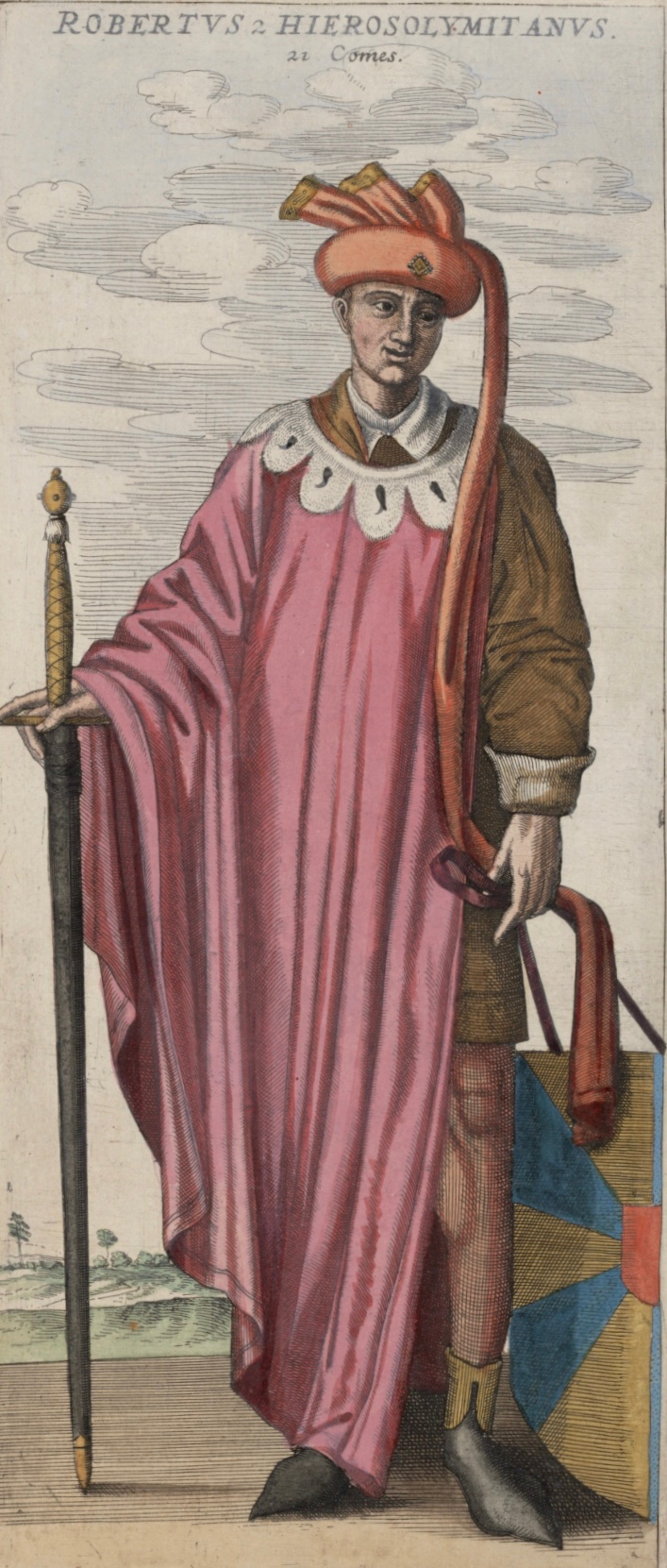
Graaf Robrecht II, wiens Latijnse benaming luidde Robertus Hierosolymitanus, Robrecht van Jeruzalem (afbeelding uit Flandria illustrata, 1641)

Hij overleed te Meaux (of te Chelles?) aan de verwondingen opgelopen toen hij, na een zware val van zijn paard, vertrapt werd door de paarden van zijn vluchtende troepen. Dit gebeurde tijdens een expeditie van koning Lodewijk VI van Frankrijk, die hij als vazal vergezelde, gericht tegen graaf Theobald IV van Blois, een neef en bondgenoot van de Engelse koning.
Hij werd begraven (waarschijnlijk op 6 oktober 1111) in de Sint-Vaastabdij van Atrecht, in aanwezigheid van de Franse koning en veel edelen.
Hij werd opgevolgd door zijn zoon, Boudewijn VII met de Bijl.

## Huwelijk en kinderen
Robrecht en Clementia van Bourgondië kregen volgende kinderen:
- Boudewijn (VII) (1093-1119)
- Willem (1094-1109)
- Filips (1095?-?) (waarschijnlijk jong gestorven)
- mogelijk nog een dochter (geen verdere gegevens bekend)

## Voorouders
| Voorouders van Robert II van Jeruzalem    | Voorouders van Robert II van Jeruzalem                                        | Voorouders van Robert II van Jeruzalem                                        | Voorouders van Robert II van Jeruzalem                                       | Voorouders van Robert II van Jeruzalem                                       | Voorouders van Robert II van Jeruzalem                                          | Voorouders van Robert II van Jeruzalem                                          | Voorouders van Robert II van Jeruzalem                                          | Voorouders van Robert II van Jeruzalem                                          |
| ----------------------------------------- | ----------------------------------------------------------------------------- | ----------------------------------------------------------------------------- | ---------------------------------------------------------------------------- | ---------------------------------------------------------------------------- | ------------------------------------------------------------------------------- | ------------------------------------------------------------------------------- | ------------------------------------------------------------------------------- | ------------------------------------------------------------------------------- |
| Overgrootouders                           | Boudewijn IV van Vlaanderen (980-1035) ∞ 1012 Otgiva van Luxemburg (986-1030) | Boudewijn IV van Vlaanderen (980-1035) ∞ 1012 Otgiva van Luxemburg (986-1030) | Robert II van Frankrijk (972-1031) ∞ Constance van Arles (986-1034)          | Robert II van Frankrijk (972-1031) ∞ Constance van Arles (986-1034)          | Bernhard I van Saksen (940-1011) ∞ Hildegard van Stade (ca. 965-1011)           | Bernhard I van Saksen (940-1011) ∞ Hildegard van Stade (ca. 965-1011)           | Hendrik van Schweinfurt (950-1017) ∞ Gerberga van Gleiberg (ca. 970-1036)       | Hendrik van Schweinfurt (950-1017) ∞ Gerberga van Gleiberg (ca. 970-1036)       |
| Grootouders                               | Boudewijn V van Vlaanderen (1013-1067) ∞ 1028 Adela van Mesen (1016-1065)     | Boudewijn V van Vlaanderen (1013-1067) ∞ 1028 Adela van Mesen (1016-1065)     | Boudewijn V van Vlaanderen (1013-1067) ∞ 1028 Adela van Mesen (1016-1065)    | Boudewijn V van Vlaanderen (1013-1067) ∞ 1028 Adela van Mesen (1016-1065)    | Bernhard II van Saksen (ca. 990-1059) ∞ 1020 Eilika van Schweinfurt (1005-1059) | Bernhard II van Saksen (ca. 990-1059) ∞ 1020 Eilika van Schweinfurt (1005-1059) | Bernhard II van Saksen (ca. 990-1059) ∞ 1020 Eilika van Schweinfurt (1005-1059) | Bernhard II van Saksen (ca. 990-1059) ∞ 1020 Eilika van Schweinfurt (1005-1059) |
| Ouders                                    | Robrecht I de Fries (ca. 1029-1093) ∞ 1063 Geertruida van Saksen (1033-1113)  | Robrecht I de Fries (ca. 1029-1093) ∞ 1063 Geertruida van Saksen (1033-1113)  | Robrecht I de Fries (ca. 1029-1093) ∞ 1063 Geertruida van Saksen (1033-1113) | Robrecht I de Fries (ca. 1029-1093) ∞ 1063 Geertruida van Saksen (1033-1113) | Robrecht I de Fries (ca. 1029-1093) ∞ 1063 Geertruida van Saksen (1033-1113)    | Robrecht I de Fries (ca. 1029-1093) ∞ 1063 Geertruida van Saksen (1033-1113)    | Robrecht I de Fries (ca. 1029-1093) ∞ 1063 Geertruida van Saksen (1033-1113)    | Robrecht I de Fries (ca. 1029-1093) ∞ 1063 Geertruida van Saksen (1033-1113)    |
| Robrecht II van Jeruzalem (ca. 1065-1111) |                                                                               |                                                                               |                                                                              |                                                                              |                                                                                 |                                                                                 |                                                                                 |                                                                                 |